# روما کنون
روما کنون (فرانسوی: Romain Cannone‎؛ زادهٔ ۱۲ آوریل ۱۹۹۷) شمشیرباز اهل فرانسه است.